# Thorsten Röcher
Thorsten Röcher (sinh 11 tháng 6 năm 1991) là một cầu thủ bóng đá Áo thi đấu cho SK Sturm Graz ở Giải bóng đá vô địch quốc gia Áo.